# Santuario della Beata Vergine di Caravaggio (Codogno)
Il santuario della Beata Vergine di Caravaggio è un luogo di culto cattolico di Codogno. È una chiesa sussidiaria della parrocchia di San Biagio e della Beata Vergine Immacolata.

## Storia
Sul sito dell'attuale santuario esisteva una cappellina affrescata, nel 1707, da Giovanni Battista Scarpini detto il "Bianchino", con una immagine della Madonna di Caravaggio, il cui culto era ampiamente diffuso in tutta la Lombardia.

Il consistente afflusso di fedeli e la notizia di fatti creduti miracolosi ne suggerirono ben presto la ricostruzione in forma grandiosa.
L'incarico del progetto fu affidato all'architetto Carlo Antonio Albino, allievo dell'altro architetto codognese Gian Battista Barattieri. La realizzazione dell'opera richiese meno di quattro anni (dal 1711 al 1714), anche se alla conclusione dei lavori mancava la realizzazione della cupola e di parte del campanile, completati più tardi.

Nel 1761 la fabbriceria del santuario si preoccupò di finanziare e realizzare il viale di collegamento con la strada per Cremona, successivamente prolungato sino all'edificio neoclassico del Vecchio Ospedale, costruito fra il 1779 e il 1781 su progetto dell'architetto Soave. Il viale, anche se modificato ed adattato nel tempo alle mutate esigenze viabilistiche, costituisce ancora oggi un elemento di collegamento fra i due monumenti, ambedue caratterizzati da un paramento esterno in mattoni a vista e dalla presenza di una cupola.

Il completamento della chiesa con la realizzazione della cupola è opera del 1844 su progetto dell'ingegnere Giuseppe Squassi: la coerenza fra scelta progettuale della cupola e quella che aveva ispirato l'intero edificio è stata oggetto di dibattito fra gli studiosi.

## Architettura ed arte

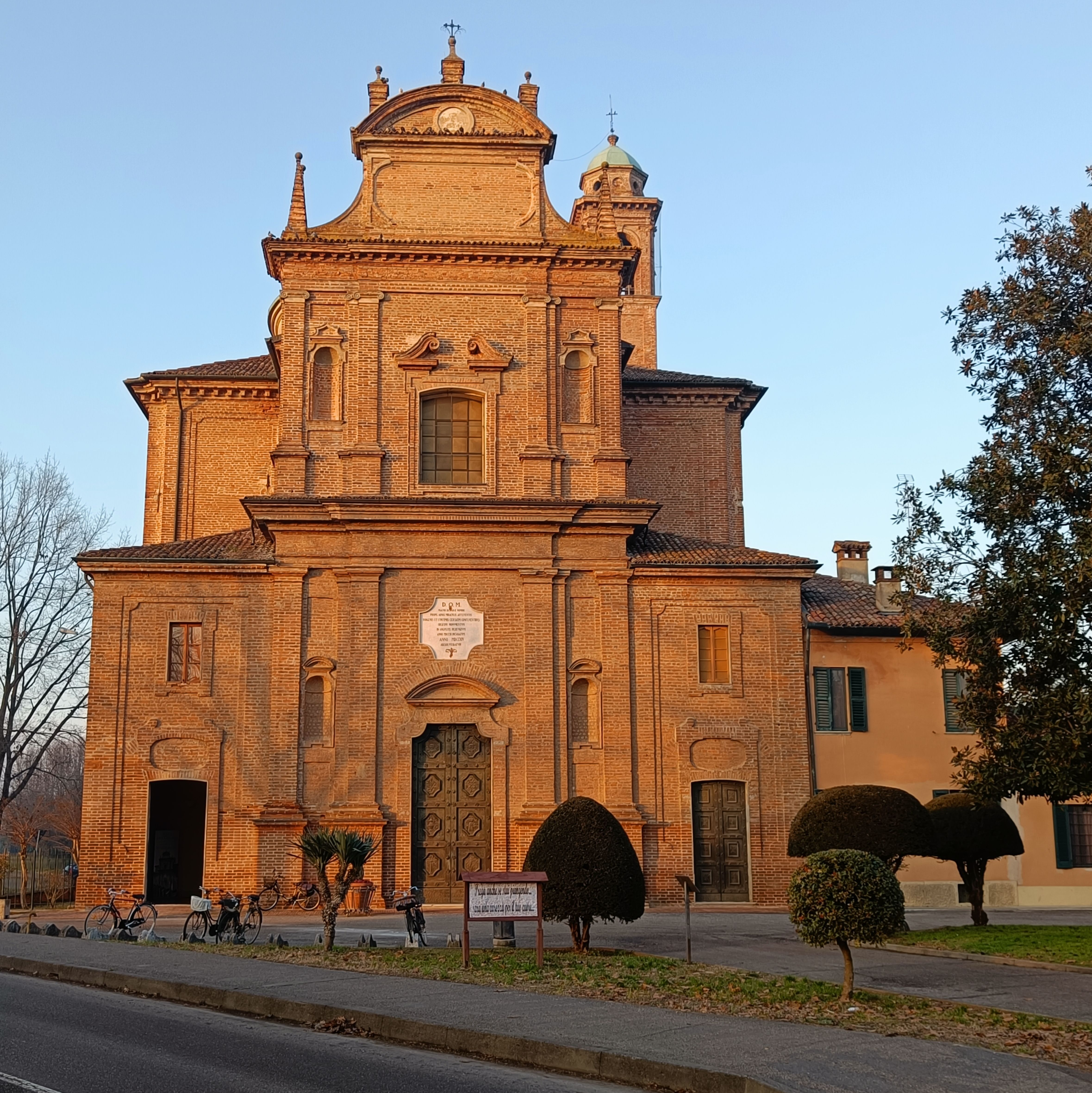
Facciata

Il tempio si presenta caratterizzato da grandi volumi sovrapposti in due ordini, tutti in mattone faccia a vista (secondo un modello formale già presente nella facciata della parrocchiale Chiesa di San Biagio e della Beata Vergine Immacolata e in altre chiese del cremonese), privi di articolazioni e di decorazioni, con l'eccezione della facciata, animata da lesene, cornici e nicchie che creano interessanti effetti chiaroscurali.

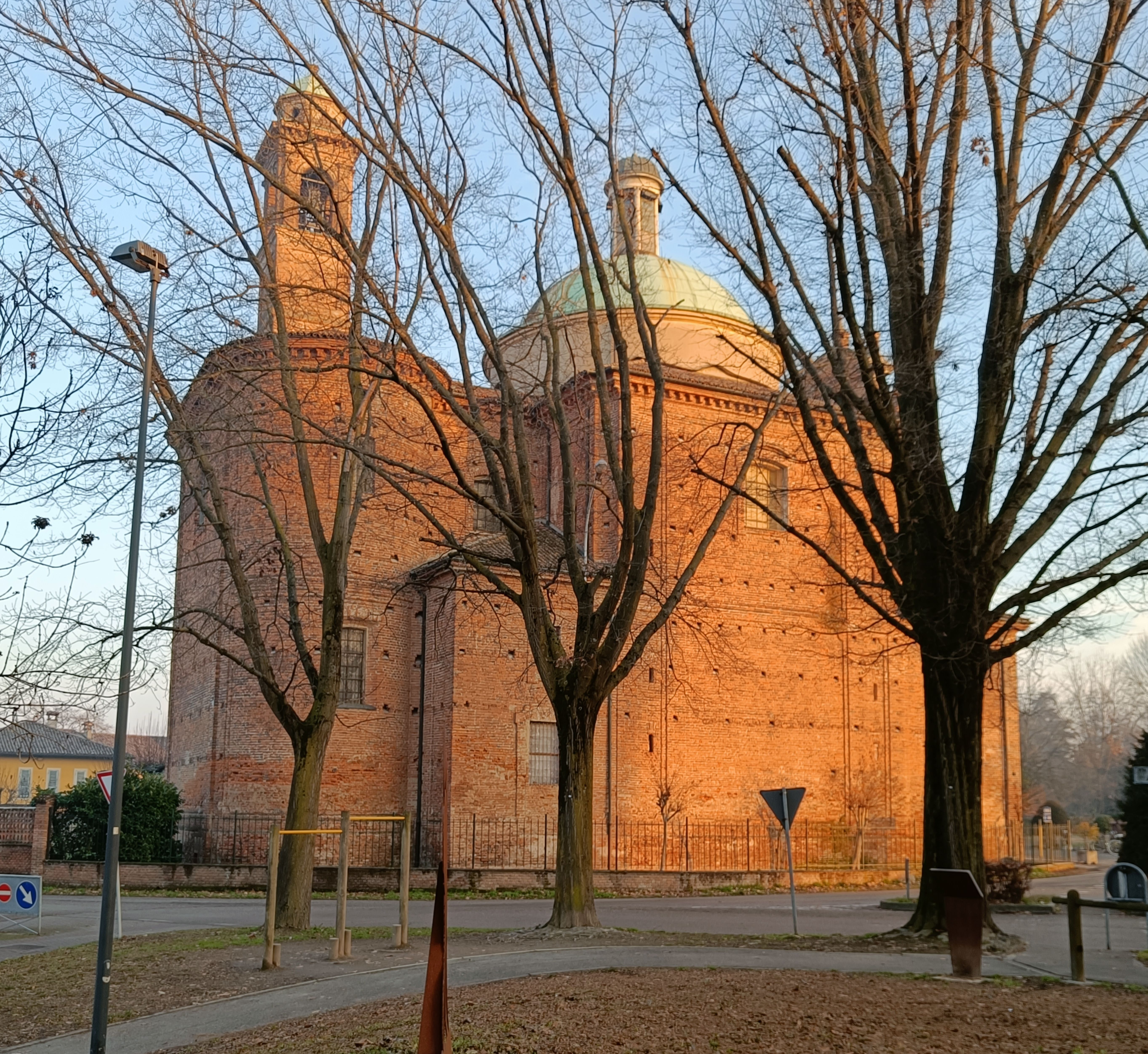
Facciata posteriore (abside)

L'interno è a pianta centrale, a croce greca, e si sviluppa attorno alla cripta (o scurolo) dove è posta l'immagine della Vergine, ritenuta miracolosa, che ha dato origine al santuario.

Ricca è la decorazione pittorica ad affresco, opera di Sebastiano Galeotti, che fa da cornice a tre interessanti opere pittoriche: sull'altare maggiore La Presentazione di Gesù al Tempio (attribuita allo stesso Galeotti), nella cappella di destra Il transito di San Giuseppe (di più incerta attribuzione) ed in quella di sinistra San Michele Arcangelo, opera del cremonese Giovanni Angelo Borroni.

L'interno è coronato dalla cupola, come si è detto di realizzazione ottocentesca, caratterizzata da un modesto anello di rialzo e quindi ritenuta un po' tozza.